# Glinienko
Glinienko – uroczysko, dawniej wieś w gminie Suchy Las, w powiecie poznańskim, w województwie wielkopolskim.
Obecnie leży na poligonie wojskowym Biedrusko, do którego wieś i tereny przyległe zostały włączone w 1940.
W Glinienku urodził się Franciszek Jaśkowiak.